# Astrachański Państwowy Uniwersytet Techniczny
Astrachański Państwowy Uniwersytet Techniczny ros. Астраханский государственный технический университет – rosyjska państwowa uczelnia wyższa w Astrachaniu.
Uniwersytet został założony w 1930. Posiada filie w Astrachaniu (Wołżansko-Kaspijski Morski Koledż Przemysłu Rybnego Astrachańskiego Państwowego Uniwersytetu Technicznego) i w Dmitrowie. Wykłady prowadzi 557 naukowców, w tym 45 profesorów.
Nadzór nad uczelnią sprawuje Federalna Agencja Rybołówstwa; rektorem jest Aleksandr Niewalennyj.